# Плавление

Фазовые переходы первого рода на фазовой диаграмме

Фазовая диаграмма воды.
Плавлению (и кристаллизации) соответствует ветвь левее и выше тройной точки,
сублимации — ветвь левее и ниже тройной точки

Плавле́ние — процесс перехода тела из кристаллического твёрдого состояния в жидкое, то есть переход вещества из одного агрегатного состояния в другое. Плавление происходит с поглощением теплоты плавления и является фазовым переходом первого рода, которое сопровождается скачкообразным изменением теплоёмкости в конкретной для каждого вещества температурной точке превращения — температура плавления.
Способность плавиться относится к физическим свойствам вещества.
При нормальном давлении наибольшей температурой плавления среди металлов обладает вольфрам (3422 °C), среди простых веществ — углерод (по разным данным 3500 — 4500 °C), а среди произвольных веществ — карбид тантала-гафния Ta4HfC5 (3942 °C). Можно считать, что самой низкой температурой плавления обладает гелий: при нормальном давлении он остаётся жидким при сколь угодно низких температурах.
Многие вещества при нормальном давлении не имеют жидкой фазы. При нагревании они путём сублимации сразу переходят в газообразное состояние.

## Плавление смесей и твёрдых растворов
У сплавов, как правило, нет определённой температуры плавления; процесс их плавления происходит в конечном диапазоне температур. На диаграммах состояния «температура — относительная концентрация» имеется конечная область сосуществования жидкого и твёрдого состояния, ограниченная кривыми ликвидуса и солидуса. Аналогичная ситуация имеет место и в случае многих твёрдых растворов.
Фиксированной температуры плавления нет также у аморфных тел; они переходят в жидкое состояние постепенно, размягчаясь при повышении температуры.

## Кинетика плавления

Технически плавление вещества осуществляется с помощью подвода тепловой энергии снаружи образца (внешний нагрев, например, в термической печи) или непосредственно во всём его объёме (внутренний нагрев, например, резистивный нагрев при пропускании тока через образец, или индукционный нагрев в высокочастотном электромагнитном поле). Способ плавления не влияет на основные характеристики процесса — температуру и скрытую теплоту плавления, но определяет внешнюю картину плавления, например, появление квази-жидкого слоя на поверхности образца при внешнем нагреве.
Считается, что плавление характеризуется потерей дальнего ориентационного межатомного порядка в кристалле с переходом к «жидкоподобному» или «газоплотному» беспорядку.

### Природа плавления
Поясним вначале, почему при некоторой температуре тело предпочитает разорвать часть межатомных связей и из упорядоченного состояния (кристалл) перейти в неупорядоченное (жидкость).
Как известно из термодинамики, при фиксированной температуре тело стремится минимизировать свободную энергию {\displaystyle F=E-TS}. При низких температурах второе слагаемое (произведение температуры и энтропии) несущественно, и в результате всё сводится к минимизации обычной энергии {\displaystyle E}. Состояние с минимальной энергией — это кристаллическое твёрдое тело. При повышении температуры, второе слагаемое становится всё важнее, и при некоторой температуре оказывается выгоднее разорвать некоторые связи. При этом обычная энергия {\displaystyle E} слегка повысится, но при этом сильно возрастет и энтропия, что в результате приведёт к понижению свободной энергии.

### Динамика плавления

Тепловые колебания атомов в решетке кристалла: точки — атомы, соединяющие линейные отрезки — межатомные связи

Поведение атомов жидкости после перехода кристалла через точку плавления, как в среднем постоянные для заданной температуры разрывы и восстановления межкластерных и внутрикластерных межатомных связей (короткие утолщенные отрезки — разорванные связи)

Изначально, в умозрительном, то есть не количественном, представлении считалось, что в динамике плавление происходит следующим образом.
При повышении температуры тела увеличивается амплитуда тепловых колебаний его молекул, и время от времени возникают структурные дефекты решётки в виде перескоков атомов, роста дислокаций и других нарушений кристаллической решетки. Каждый такой дефект, возникновение и перемещение дислокаций требуют определённого количества энергии, поскольку сопровождается разрывом некоторых межатомных связей. Стадия рождения и накопления дефектов называется стадией предплавления. Кроме того, на этой стадии, как правило, при внешнем нагреве возникает квази-жидкий слой на поверхности тела. Считается, что при некоторой температуре концентрация дефектов становится столь большой, что приводит к потере ориентационного порядка в образце, то есть плавлению.
Однако, в связи с тем, что механизм термодеструкции кристалла за счёт образования дефектов и роста дислокаций, протекающей в широком диапазоне температур, не приводит к фазовому превращению 1-го рода, то есть к скачку термодинамических характеристик вещества в конкретной, фиксированной для каждого вещества температурной точке, то Линдеман развил простые представления о ходе процесса плавления, согласно которым амплитуда колебания частиц в точке плавления увеличивается настолько, что становится сравнимой с межатомным расстоянием в кристаллической решётке и приводит к разрушению решётки и потере ориентационного межатомного порядка. Фактически этот «фактор плавления» является основой большинства моделей с определяющей ролью отталкивающей части потенциала парного взаимодействия и наложением условий перехода от порядка к «жидкоподобному» или «газоплотному» беспорядку, рассчитываемых методами Монте-Карло и молекулярной динамики. Однако, было установлено, что в точке плавления среднеквадратичное смещение атомов из состояния равновесия составляет всего около 1/8 межатомного расстояния, что исключает модель Линдемана, то есть соударение атомов как «фактор плавления». При этом энергия атомов оказывается существенно ниже потенциальной энергии атомизации кристаллической решётки, т.е. вещество остаётся в конденсированном (связанном) состоянии.
Теоретические исследования В. Андреева показали, что динамика плавления кристаллического тела, как фазового превращения 1-го рода, определяется (в отличие от модели накопления дефектов и дислокаций и модели Линдемана) «катастрофическим» (crash — [крэш]) конформационным преобразованием (инвертированием) структуры группы атомов при их тепловых колебаниях с амплитудами, меньшими межатомных расстояний в решетке, сопровождаемым разрушением межатомной связи при преодолении потенциального барьера инвертирования в фиксированной температурной точке с затратой постоянной величины энергии, ниже энергии атомизации решетки, и равной удельной теплоте плавления. Этот механизм приводит к подтверждаемой экспериментально кластерной структуре связанного (конденсированного) жидкого состояния с постоянным (для заданной температуры) средним числом разрывающихся и восстанавливающихся межкластерных и внутрикластерных межатомных связей, обеспечивающих сохранение объёма и определяющих подвижность (текучесть) и химическую активность жидкости. С ростом температуры количество атомов в кластерах уменьшается за счет увеличения разорванных связей. Образующиеся свободные атомы (молекулы) испаряются с поверхности жидкости или остаются в межкластерном пространстве в качестве растворённого газа (пара). При температуре кипения вещество переходит в моноатомное (мономолекулярное) газообразное (парообразное) состояние.

### Плавление в двумерных системах
В двумерных или квази-двумерных системах кристалл является гораздо более шатким объектом, чем в трёхмерном случае, а именно у двумерного кристалла нет дальнего позиционного порядка. Для сравнения, в одномерном случае кристалл при конечной температуре вообще не может быть стабильным.
Как выяснилось, это приводит к тому, что плавление двумерного кристалла происходит в два этапа. Вначале кристалл переходит в так называемую гексатическую фазу, в которой теряется ближний позиционный порядок, но сохраняется ориентационный, а затем происходит потеря и ориентационного порядка и тело становится жидким.

### Нетермическое плавление
В случае сверхбыстрого облучения ковалентных материалов фемтосекундными лазерными импульсами может наблюдаться так называемое «нетермическое плавление». Так как фотоны лазерного импульса поглощаются электронами твёрдого тела, это приводит к короткоживущему двухтемпературному состоянию, в котором электронная подсистема материала может иметь сверхвысокие температуры, тогда как атомная подсистема ещё не успевает нагреться. В таком случае электронные связи, образующие межатомный потенциал, удерживающий атомы в своих положениях равновесия, могут изменяться или полностью разрываться, приводя к плавлению даже при комнатной температуре атомов.